# Губинский сельский округ (Орехово-Зуевский район)
Губинский сельский округ — упразднённая административно-территориальная единица, существовавшая на территории Орехово-Зуевского района Московской области в 1994—2004 годах.
Губинский сельсовет был образован в первые годы советской власти. По данным 1921 года он входил в состав Кудыкинской волости Орехово-Зуевского уезда Московской губернии.
В 1926 году Губинский с/с включал деревню Губинская, лесную сторожку, старообрядческий скит и торфоразработки.
В 1929 году Губинский сельсовет вошёл в состав Орехово-Зуевского района Орехово-Зуевского округа Московской области.
1 февраля 1963 года Орехово-Зуевский район был упразднён и Губинский с/с вошёл в Орехово-Зуевский сельский район.
31 августа 1963 года к Губинскому с/с был присоединён Яковлевский с/с
11 января 1965 года Губинский с/с был возвращён в восстановленный Орехово-Зуевский район.
21 мая 1965 года из Губинского с/с в Белавинский были переданы селения Власово, Тимонино, Федотово, Щетинино, Яковлево и посёлок Яковлевского лесничества.
3 февраля 1994 года Губинский с/с был преобразован в Губинский сельский округ.
31 октября 2001 года к деревне Губино Губинского с/о были присоединены посёлки Губино-Фрезер и Мелиоративной машинной станции.
8 апреля 2004 года Губинский с/о был упразднён, а его территория передана в Белавинский с/о.